# San Francisco (Argentina)
San Francisco je město v argentinské provincii Córdoba a hlavní město departementu San Justo. Leží 205 kilometrů východně od hlavního města provincie Córdoba, na severovýchodě provincie a na hranici s provincií Santa Fe. Při sčítání lidu v roce 2010 mělo město 61 750 obyvatel. Město bylo založeno v roce 1886. Zemědělství je nejvýznamnější ekonomickou složkou města. Velký význam má také stavebnictví, které zaměstnává množství obyvatel města. Město je známé také pro výrobu těstovin.